# Sjetlina
Sjetlina (en serbe cyrillique : Сјетлина) est un village de Bosnie-Herzégovine. Il est situé sur le territoire de la ville d'Istočno Sarajevo, dans la municipalité de Pale et dans la république serbe de Bosnie. Selon les premiers résultats du recensement bosnien de 2013, il compte 133 habitants.

## Géographie
Le village est situé sur les bords de la Sjetlinska rijeka (la « rivière de Sjetlina ») et au bord de la Grabovica, un affluent de la Prača.

## Démographie

### Évolution historique de la population dans la localité
| 1948 | 1953 | 1961 | 1971 | 1981 | 1991 | 2013 |
| ---- | ---- | ---- | ---- | ---- | ---- | ---- |
| -    | -    | 122  | 278  | 217  | 180  | 133  |

|  |